# Tarik Shah
Tarik Shah (* 24. Januar 1963 in Harlem als Tarik Dowdell) ist ein amerikanischer Bassist des Modern Jazz, der seit 2005 als Sympathisant von al-Qaida im Gefängnis sitzt.

## Leben und Wirken
Shah, der aus einer musikalischen Familie stammt (sein Bruder Antoine Dowdell ist als Musikpädagoge und Jazzpianist tätig), lernte ab dem zwölften Lebensjahr Kontrabass; er studierte bei Slam Stewart. Mit Betty Carter tourte er 1985 durch Europa. Dann arbeitete er mit Ahmad Jamal, Abbey Lincoln, Ron Burton und Art Taylor. Weiter war er im Duke Ellington Orchestra und als Begleiter von Red Rodney, Roland Hanna, Harold Vick und Dr. Lonnie Smith tätig und spielte regelmäßig in Clubs wie dem St. Nick’s Pub in Manhattan. Auch nahm er mit Vanessa Rubin (Pastiche, 1993) und mit dem World Saxophone Quartet (Breath of Life, 1992) auf. 2005 wurde er verhaftet, weil ihn eine V-Person des FBI als Dschihad-Sympathisant belastete. 2007 erklärte er sich schuldig, um der Höchststrafe zu entgehen, und wurde rechtskräftig verurteilt.

## Diskografische Hinweise
- Pharoah Sanders: Oh Lord, Let Me Do No Wrong (mit William Henderson, Donald Smith, Greg Bandy, Leon Thomas; 1987)
- Abbey Lincoln: Abbey Sings Billie (mit Harold Vick, James Weidman, Mark Johnson; Enja 1987)
- George Braith: Live at the University of the Street - Double Your Pleasure (mit Jimmy Lovelace, Mark Johnson, Ronnie Mathews; Paddle Wheel 1992)
- Irene Reid: Movin' Out (mit Rodney Jones, Bobby Forrester, 1999)